# Atsuko Anzai
Atsuko Anzai (安西 篤子, Anzai Atsuko, née le 11 août 1927) est une romancière japonaise des ères Shōwa et Heisei. Anzai s'intéresse plus particulièrement aux histoires qui se déroulent en Chine avec des thèmes historiques ou sur des histoires contemporaines basées sur des thèmes chinois traditionnels.

## Biographie
Anzai naît le 11 août 1927 à Kobe dans la préfecture de Hyōgo, où son père est banquier. Elle l'accompagne lorsqu'il est muté en Allemagne de 1927 à 1932, ainsi qu'à Tsingtao et Tianjin en Chine de 1932 à 1942, où elle découvre les contes populaires et la littérature de tradition à la fois européenne et asiatique. Elle fréquente le collège de filles de Qingtao de 1940 à 1942, où son goût pour l'écriture est encouragé par son père. Tandis que la situation du Japon se dégrade au cours de la Seconde Guerre mondiale, elle est envoyée de Chine au Japon où elle est diplômée du collège de filles de Kanagawa Daiichi à Yokohama, préfecture de Kanagawa en 1944.
Anzai épouse Satoru Tominaka, un homme d'affaires, en 1946. Elle se tourne vers la littérature après son mariage et l'écrivain Gishū Nakayama accepte de la prendre pour élève en 1953. Elle fonde un groupe de critique littéraire appelé Namboku (« Nord-Sud ») en 1953, dans lequel les auteurs peuvent se soutenir mutuellement ainsi qu'examiner leurs travaux réciproques. En 1964, sa nouvelle Chanshaoshu no hanashi est distinguée du prestigieux prix Naoki. Comme avec la plupart de ses œuvres, l'histoire, située dans la Chine ancienne, est basée sur une vieille légende chinoise.
Anzai divorce en 1972 et travaille plus tard comme journaliste indépendante et écrivain.
En 1993, son roman Kurouma est couronné du prix de littérature féminine.
Elle réside actuellement à Kamakura, dans la préfecture de Kanagawa.

## Source de la traduction
- (en) Cet article est partiellement ou en totalité issu de l’article de Wikipédia en anglais intitulé « Atsuko Anzai » (voir la liste des auteurs).